# Willem Hendrik Meijer
Willem Hendrik Meijer (Groningen, 21 november 1877 - Hilversum, 13 mei 1951) was een Nederlandse politicus en vakbondsman.
Willem Hendrik Meijer meldde zich op veertienjarige leeftijd bij de Kweekschool voor Zeevaart in Leiden en werd ingezet bij de marine. Tijdens reizen naar Nederlands-Indië en West-Indië maakte hij kennis met het harde matrozenleven. Hij besloot zich in te zetten voor de belangen van matrozen en werd in 1899 lid van de SDAP en de Algemeene Bond voor Nederlandsche Marine Matrozen (ABvNMM). Publicaties in diverse tijdschriften onder het pseudoniem Marino leidden in 1902 tot zijn ontslag.
Van 1903 tot 1906 was Meijer redacteur van het matrozenblad Het Anker. In die hoedanigheid schreef hij een brochure over kinderwerving door de marine, Een en ander over de tegenwoordige werving bij de Zeemacht en de treurige gevolgen daarvan. Daardoor kwam hij in conflict met de minister van Marine, A.G. Ellis. De bond verloor zijn rechtspersoonlijkheid en zou die pas in 1919 terugkrijgen.
Vanaf 1909 werkte W.H. Meijer in Amsterdam als verzekeringsagent bij de Centrale, de verzekeringsmaatschappij van de arbeidersbeweging. Hij werd in 1914 directeur van het bijkantoor in Rotterdam in 1920 dat van Amsterdam. Daar deed hij moeite de verzekeringsagenten in een bond te organiseren.
In 1920 verhuisde hij naar Hilversum, waar hij in 1923 gemeenteraadslid werd voor de SDAP. Voor de ontbinding van de raad in 1941 door de Duitse bezetter ontstond in de SDAP een conflict tussen de vertrokken Joodse SDAP-wethouder David Lopes Dias en zijn tijdelijk opvolger Tonnis van der Heeg. Meijer was teleurgesteld over dit conflict en zou in 1946 vergeefs proberen met een eigen lijst in de gemeenteraad te komen.
In 1981 verschenen postuum zijn memoires onder de titel Terugblik. Herinneringen van een sociaal-democraat.
- Biografisch Portaal: 48019688
- International Standard Name Identifier: 0000 0000 2287 6784
- Library of Congress Control Number: n81096511
- Nationale Bibliotheek van Israël: 987007445821405171
- Nederlandse Thesaurus van Auteursnamen: 071749470
- Virtual International Authority File: 35779944
- WorldCat: E39PBJhhmwWDFbdt4437MPcpT3